# Milano-Sanremo 1938
La Milano-Sanremo 1938, trentunesima edizione della corsa, si svolse il 19 marzo 1938 su un percorso di 281,5 km con partenza a Milano e arrivo a Sanremo. Fu vinta dall'italiano Giuseppe Olmo, giunto al traguardo con il tempo di 7h18'30" alla media di 38,518 km/h davanti ai connazionali Pierino Favalli e Alfredo Bovet. Conclusero la prova, organizzata dalla Gazzetta dello Sport, 103 dei 169 ciclisti partenti.

## Percorso
Dopo il via da Chiesa Rossa, alla periferia sud di Milano, il percorso, lungo 281,5 km, si avviò come di consueto verso il mare transitando nell'ordine da Binasco, Pavia (km 28,8), Casteggio (km 49,8), Voghera (km 59,8), Tortona (km 76,4), Novi Ligure (km 94,1), Ovada (km 117,9), Masone e superando il Passo del Turchino (532 m s.l.m., vetta al km 142,8). Dopo la discesa dal Passo il percorso proseguì attraversando Voltri (km 154,9), Arenzano, Cogoleto, i Piani d'Invrea, Varazze, Savona (km 184,7), Spotorno, Noli, Finale Ligure (km 209,5), Loano (km 218,5), Albenga, Alassio (km 235,4), Capo Mele, Capo Cervo, Capo Berta, Imperia Ponente (km 260,1) e Riva Santo Stefano (km 272,3), per concludersi a Sanremo.

## Squadre e corridori partecipanti
Parteciparono alla prova tutte le squadre di marca attive nella stagione 1938, con i loro principali alfieri: la Bianchi con Giuseppe Olmo e Aldo Bini, la Tebro (sottomarca della Bianchi), la Legnano con Gino Bartali, Learco Guerra, Pierino Favalli e Jules Rossi, la Frejus con Olimpio Bizzi e Giuseppe Martano, la Lygie con Leo Amberg, Marco Cimatti e Mario Vicini, la Ganna con Cesare Del Cancia, la Gloria, la Dei con Raffaele Di Paco e Alfredo Bovet. Ai ciclisti "sotto contratto" si aggiunsero numerosi indipendenti e non accasati, per un totale di 195 iscritti, di cui 169 effettivamente partenti. Nella rosa dei favoriti per la vittoria finale venivano inseriti Favalli, Olmo, Bartali, Bini, Rossi, Martano, il belga Edgard De Caluwé e il francese Auguste Mallet.

## Ordine d'arrivo (Top 10)
| Pos. | Corridore       | Squadra | Tempo    |
| ---- | --------------- | ------- | -------- |
| 1    | Giuseppe Olmo   | Bianchi | 7h18'30" |
| 2    | Pierino Favalli | Legnano | s.t.     |
| 3    | Alfredo Bovet   | Dei     | s.t.     |
| 4    | Fabien Galateau | Wolber  | s.t.     |
| 5    | Auguste Mallet  | Helyett | s.t.     |
| 6    | Aldo Bini       | Bianchi | a 1'00"  |
| 7    | Gino Bartali    | Legnano | s.t.     |
| 8    | Osvaldo Bailo   | Bianchi | s.t.     |
| 9    | Adriano Vignoli | Bianchi | s.t.     |
| 10   | Olimpio Bizzi   | Frejus  | s.t.     |